# 從不在乎
【從不在乎】是歌手林慧萍的第二張單曲專輯；點將唱片1996年11月15日發行。
【從不在乎】是林慧萍踏入歌壇十五年來，首次發表的詞曲創作單曲。

## 專輯簡介
林慧萍第一首創作單曲EP

你不認識的林慧萍

搖滾‧香頌‧雷鬼三種版本同時收錄

## 專輯曲目
| 曲序 | 曲名                                | 作詞   | 作曲   | 編曲   | 製作人 | 長度 | 備註 |
| 01   | 從不在乎 Original Demo              | 林慧萍 | 林慧萍 | 王豫民 | 黃慶元 | 1:31 |      |
| 02   | 從不在乎 非常搖滾版 （Rock Mix）    | 林慧萍 | 林慧萍 | 王豫民 | 黃慶元 | 4:17 |      |
| 03   | 從不在乎 風情香頌版 （Chanson Mix） | 林慧萍 | 林慧萍 | 王豫民 | 黃慶元 | 5:05 |      |
| 04   | 從不在乎 節奏雷鬼版 （Raggae Mix）  | 林慧萍 | 林慧萍 | 王豫民 | 黃慶元 | 4:18 |      |

## 專輯版本
- CD
  - 1996年11月15日點將唱片發行